# Mars van de jonge Prins van Friesland

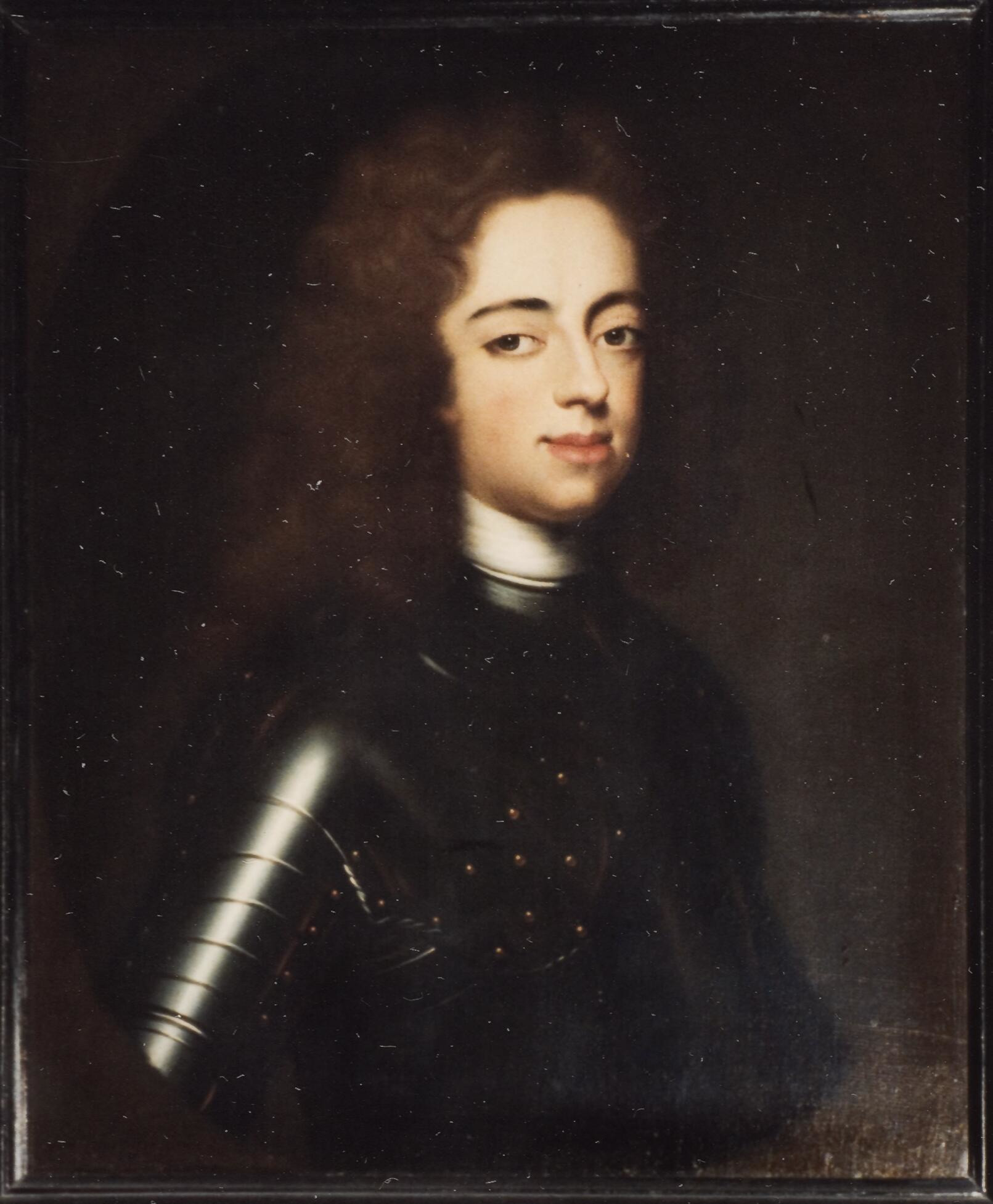
Johan Willem Friso van Nassau-Dietz

De Mars van de jonge Prins van Friesland is een mars die bij bijzondere gelegenheden en als muzikaal eerbetoon aan de Nederlandse minister van Defensie gespeeld wordt. De titel verwijst naar Johan Willem Friso van Nassau-Dietz.
De instructie om alleen in tegenwoordigheid van staatshoofden en de Nederlandse Koning en de leden van het Koninklijk Huis zelf het Wilhelmus te spelen en in aanwezigheid van lagere autoriteiten de Mars van de jonge Prins van Friesland ten gehore te brengen heeft in 2004 tot discussie in de pers geleid. Dat de Koningin "het Wilhelmus voor zichzelf opeiste" werd desgevraagd door de Rijksvoorlichtingsdienst ontkend. Wel werd bevestigd dat het protocol sinds 1986 voorschrijft dat bij ontvangst van buitenlandse gasten door ministers buiten aanwezigheid van leden van het Koninklijk Huis niet het Wilhelmus wordt gespeeld maar de Mars van de jonge Prins van Friesland.
De componist is onbekend. De mars werd al in het begin van de 18e eeuw gespeeld.
De Nederlandse minister van Defensie heeft de krijgsmacht gedetailleerde en precieze instructies gegeven over muzikaal eerbetoon en het spelen van de eerste acht maten van de Mars van de jonge Prins van Friesland.